# Lijst van beelden in Utrechtse Heuvelrug
Dit is een (onvolledige) chronologische lijst van beelden in de openbare ruimte van de Nederlandse gemeente Utrechtse Heuvelrug. Onder een beeld wordt hier verstaan elk driedimensionaal kunstwerk, zoals sculpturen, standbeelden, installaties, gedenktekens en overige beeldhouwwerken.
| Geplaatst | Omschrijving                                                           | Kunstenaar                          | Straat                                                        | Plaats                | Materiaal                                     | Afbeelding |
| --------- | ---------------------------------------------------------------------- | ----------------------------------- | ------------------------------------------------------------- | --------------------- | --------------------------------------------- | ---------- |
| 1908      | Schaepmanmonument                                                      | Pierre Cuypers                      | Hoofdstraat 85                                                | Rijsenburg            | hardsteen en diverse materialen               |            |
| 1948      | Verzetsmonument Driebergen                                             | Wim Harzing                         | Hoofdstraat                                                   | Driebergen            | gres, baksteen                                |            |
| 1962      | Arbeid - Vertrouwen - Wetenschap (of Monument voor het Ruimtetijdperk) | Tommaso Gerasi                      | Molencate Ginkelduin, Scherpenzeelseweg 53                    | Leersum               | aluminium, roestvast staal en betonnen sokkel |            |
| 1972      | Daphne                                                                 | Gabriël Sterk                       | Dreef 66 (Meander)                                            | Leersum               | brons                                         |            |
| 1975      | Schapendrift                                                           | Jan Spiering                        | Englaan                                                       | Leersum               | brons                                         |            |
| 1977      | Welzijn                                                                | Hans Bayens                         | Dreef                                                         | Leersum               | brons                                         |            |
| 1978      | Uil op keienheuvel                                                     | Rien Goené                          | Jagersdreef / St. Hubertuslaan bij school De Uilenburcht      | Rijssenburg           | brons op keienheuvel                          |            |
| 1983      | Man en vrouw met fotoboek ("Herinneringen")                            | Jits Bakker                         | Traaij                                                        | Driebergen            | brons op sokkel                               |            |
| 1987      | Wachtkamer                                                             | Hans Bayens                         | Kerkplein                                                     | Leersum               | brons                                         |            |
| 1987      | Tabak                                                                  | Paul Kingma                         | Tabaksteeltmuseum, Jhr. H. v.d. Boschstraat 46                | Amerongen             | brons, op sokkel                              |            |
| 1987      | Spoorwegwerker                                                         | Frankje Mager-Boddens Hosang        | Burgemeester Everwijn Langeplein                              | Maarn                 | brons, op sokkel                              |            |
| 1988      | Uil met twee gezichten                                                 | Paul Kingma                         | Bovenpad                                                      | Leersum               | brons                                         |            |
| 1998/2013 | Simon Vestdijk                                                         | Jaap te Kiefte                      | Kerkplein, in 2013 verplaatst van bibliotheek naar Kerkplein) | Doorn                 | brons                                         |            |
| 2000      | Kudde Schapen                                                          | Cees van Swieten                    | Rotonde Scherpenzeelseweg / Rijksstraatweg                    | Leersum               | schapen: veldkei (lichaam) - metaal (kop)     |            |
| 2000      | Het bronzen ei (fonteinbeeld)                                          | Jan Vermaat                         | Faunalaan 125-211 (appartementencomplex Otra Banda)           | Driebergen-Rijsenburg |                                               |            |
| 2002      | Kameleon                                                               | Kunstschilder Peter Enter uit Maarn | Basisschool Kameleon, Van der Leelaan 1                       | Doorn                 | glasvezel                                     |            |
| 2006      | Kreles                                                                 | José Geelhoed                       | Winkelcentrum                                                 | Leersum               | brons                                         |            |
| 2010      | Spring (lente)                                                         | Piet Warffemius                     | Kerkplein, vlak bij het beeld Simon Vestdijk                  | Doorn                 | cortenstaal                                   |            |
| Onbekend  | Ruiter te paard (Willem III van Oranje)                                | onbekend                            | Kasteel Amerongen                                             | Amerongen             | brons op sokkel                               |            |
| onbekend  | Willem van Lanschot                                                    | onbekend                            | Veteranen Instituut                                           | Doorn                 |                                               |            |
| onbekend  | onbekend                                                               | onbekend                            | Veteranen Instituut                                           | Doorn                 |                                               |            |